# Nationalsozialistische Monatshefte
Nationalsozialistische Monatshefte fue una revista mensual política y cultural del Partido Nazi que se publicó entre 1930 y 1944, con sede principal en Múnich.

## Historia editorial
Fue lanzada en 1930 y editada inicialmente por Adolf Hitler, quien mantuvo el control editorial hasta octubre de 1933. En mayo de 1935, el cargo de editor fue asumido por Alfred Rosenberg, principal ideólogo del nazismo, quien dirigió la revista hasta su cierre en 1944. La editorial encargada fue Zentralverlag der NSDAP, el brazo editorial oficial del partido, bajo la marca Franz Eher Nachf.

## Objetivos y contenidos
Conocida como «Revista política y cultural central de la NSDAP», sirvió como foro para expertos en lingüística, historia, etnografía, arte y ciencias raciales. Publicaba investigaciones en formato accesible, siempre teñidas de racialismo pseudocientífico. Muchos de los artículos estaban orientados a reforzar el pensamiento nacionalsocialista desde una perspectiva supuestamente académica. Se promovía la idea de un Reich fuerte, a menudo con énfasis en la identidad cultural alemana, el antisemitismo y la superioridad aria.
La revista se distinguía por combinar elementos de análisis histórico con propaganda, reinterpretando el pasado germano desde una óptica racista. Además, promovía una cultura “pura” al estilo nazi, rechazando toda influencia considerada “degenerada” o extranjera.

## Colaboradores y orientación
Alfred Rosenberg impulsó desde sus páginas la visión del Kampfbund für deutsche Kultur (Liga de lucha por la cultura alemana), integrando colaboradores fieles al ideario nazi. La publicación también incluía discursos oficiales, ensayos culturales, textos pseudocientíficos y artículos de opinión ideológica con pretensiones académicas.

## Ediciones conocidas
Numerosos números están digitalizados en Internet Archive, como el volumen 14 de 1943 y el semestre de 1935.
También se encuentra registrada y accesible desde la Online Books Page de la Universidad de Pensilvania.

## Cese y legado
La publicación se interrumpió en 1944, coincidiendo con el declive del Tercer Reich. El colapso militar, logístico y financiero de la Alemania nazi provocó la desaparición de múltiples órganos propagandísticos, incluida esta revista.
Hoy se considera un documento valioso para estudiar la propaganda nazi intelectual, la politización de la academia y el racismo cultural. Su análisis resulta esencial para entender cómo el régimen intentó legitimarse a través de publicaciones revestidas de autoridad científica.